# Candice Miller
Pour les articles homonymes, voir Miller.
Candice Miller, née le 7 mai 1954 à Détroit (Michigan),, est une femme politique américaine, représentante républicaine du Michigan à la Chambre des représentants des États-Unis entre 2003 et 2016.

## Biographie
Candice Miller naît à Détroit et grandit à Saint Clair Shores. Elle siège au conseil municipal de Harrison Township à partir de 1979 et est maire de la ville de 1980 à 1992. En 1986, elle se présente à la Chambre des représentants des États-Unis face au démocrate David Bonior. Elle est largement battue, ne réunissant que 34 % des voix contre 66 % pour Bonior.
Elle est élue trésorière du comté de Macomb en 1992. En 1994, elle devient secrétaire d'État du Michigan en battant le démocrate Richard Austin, en poste depuis 1972. Elle est réélue pour un second mandat en 1998.
Lors des élections de 2002, elle se présente à nouveau à la Chambre des représentants, dans le 10e district du Michigan. Le district a été redécoupé l'année précédente en sa faveur et est favorable aux républicains. Il inclut la moitié du comté de Macomb ainsi que les comtés de Huron, Lapeer, Saint Clair et Sanilac. Elle est élue représentante avec 63,3 % des voix face au démocrate Carl Marlinga (35,5 %).
De 2004 à 2014, elle est réélue tous les deux ans en rassemblant entre 66 et 72 % des voix. Durant les 113e et 114e congrès, elle préside la commission de la Chambre des représentants sur l'administration.
Elle annonce en mars 2015 qu'elle n'est pas candidate à un huitième mandat en 2016,. Elle choisit alors de se présenter à la commission des travaux publics du comté de Macomb. Elle remporte la primaire républicaine avec plus de 80 % des voix et affronte le démocrate sortant, Anthony Marrocco, en novembre 2016. Elle est élue avec 54,6 % des suffrages contre 45,4 % pour Marrocco.
Elle est largement réélue à cette fonction en 2020, puis en 2024.